# Пітогу іржастий
Піто́гу іржастий (Pitohui kirhocephalus) — вид співочих птахів родини вивільгових (Oriolidae).

## Поширення
Вид поширений на півночі Нової Гвінеї, а також островах Куруду і Япен. Природним середовищем існування є субтропічні або тропічні вологі низинні ліси